# Chusquea oxylepis
Chusquea oxylepis là một loài thực vật có hoa trong họ Hòa thảo. Loài này được (Hack.) Ekman mô tả khoa học đầu tiên năm 1913.